# Richelieu-Klasse
Die Richelieu-Klasse war eine Klasse von Schlachtschiffen, die zwischen den 1930er- und 1950er-Jahren für die französische Marine gebaut wurden. Die Klasse wurde als Reaktion auf die Littorio-Klasse in Auftrag gegeben und bestand zunächst aus zwei Schiffen. Die Richelieu-Klasse basierte auf der vorherigen Dunkerque-Klasse, wurde jedoch vergrößert, um 380-mm-Kanonen tragen zu können. Nachdem Deutschland mit dem Bau der Bismarck-Klasse begonnen hatte, antwortete Frankreich mit zwei weiteren Schiffen, die nach geänderten Plänen gebaut werden sollten. Mit der Besetzung Frankreichs wurde der Bau dieser Schiffe eingestellt.

## Planung
Nach dem Ende des Ersten Weltkriegs wurde Italien Frankreichs größter Konkurrent im Mittelmeer. Zwar hatten weder Frankreich noch Italien ein neues Bauprogramm aufgelegt, doch war die französische Marine mit über 700.000 Tonnen an Kriegsschiff-Tonnage der Marine Italiens mit 300.000 Tonnen weit überlegen. 1922 hatten Italien und Frankreich auf der Washingtoner Flottenkonferenz Parität erreicht. Gleichzeitig wurde sowohl Frankreich und Italien weitere 71.000 Tonnen an Tonnage zugestanden. 1932 hatte Frankreich als Antwort auf die Deutschland-Klasse mit dem Bau der Dunkerque-Klasse begonnen, was die Italiener 1934 zum Bau der Littorio-Klasse veranlasste.
Noch im selben Monat nach der Ankündigung der italienischen Schiffe veröffentlichte das französische Marinekommando Spezifikationen für einen neuen Schlachtschiffentwurf als Antwort auf die Littorio-Klasse. Bei den ersten Entwurfsstudien stellte sich sehr schnell heraus, dass es nicht möglich war, die angepeilte Hauptbewaffnung von 406-mm-Geschützen zu nutzen, wenn die anderen Anforderungen im Rahmen der zugewiesenen Verdrängung erfüllt werden sollten. Am 27. November wurden sechs Entwürfe vorgelegt. Der erste, Projekt 1, war eine weiterentwickelte Version der Dunkerque-Klasse, während die Projekte 2, 3 und 4 Variationen dieses Entwurfs darstellten, bei denen die Anordnung der Hauptgeschütze denen der britischen Nelson-Klasse ähnelte, bei der drei Geschütztürme vor den Aufbauten angeordnet waren. Projekt 2 hatte einen Zwillingsturm und zwei Dreifachtürme, Projekt 3 einen Vierfachturm sowie zwei Zwillingstürme und Projekt 4 drei Dreifachtürme. Zwei ähnliche Varianten wiesen eine ungewöhnliche Anordnung von zwei Vierfachtürmen auf, die mittschiffs zwischen den vorderen und hinteren Aufbauten sein sollten. Die Sekundärbewaffnung bestand aus zwölf 130-mm-Geschützen in Vierfachtürmen. Alle sechs Entwürfe waren überdimensioniert. Die letzten beiden Entwürfe wurden schnell verworfen, da sie die Reichweite der Hauptgeschütze stark einschränkten.

## Technik

Schlachtschiff Richelieu: Innenbordprofil

Die Schiffe hatten eine Gesamtlänge von 247,85 m und eine Länge zwischen den Loten von 242 m. Die Breite lag bei 33 m und der Tiefgang bei 9,63 m. Die Verdrängung lag zwischen 37.850 t und 44.698 t.

### Antrieb
Die Schiffe waren mit vier Parsonsturbinen ausgestattet, die jeweils eine Welle antrieben und insgesamt 152.080 WPS (110.325 kW) entwickelten, mit der sie eine Höchstgeschwindigkeit von 32 Knoten (59 km/h) erreichten. Der Dampf wurde von sechs Indret-Zwanglaufkesseln geliefert. Die Schiffe konnten maximal 5.866 t Heizöl mitführen, was ihnen bei 15 Knoten (28 km/h) eine Reichweite von 9.500 Seemeilen (17.600 km) ermöglichte. Zur Versorgung mit Elektrizität waren in den Schiffen jeweils vier Turbogeneratoren mit einer Leistung von 2.039 PS (1.500 kW) und drei Dieselgeneratoren mit einer Leistung von 1.360 PS (1.000 kW) installiert. Zusätzlich besaßen die Schiffe zwei 190-PS-(140-kW)-Dieselgeneratoren als Notstromaggregate.

### Bewaffnung

#### Hauptbewaffnung

Die beiden Hauptgeschütztürme der Richelieu 1943 vom Brückenturm aus gesehen

Die Hauptbewaffnung bestand aus acht 380-mm-Geschützen in Lafetten mit einem Drehgewicht von 2.476 t. Die beiden Vierfachgeschütztürme befanden sich vor den Aufbauten mit den Bezeichnungen 1 und 2 von vorn nach achtern. Die 17.257 mm langen Geschütze hatten einen Seitenrichtbereich von 300 Grad. Die Kanonen selbst wogen 94 t und hatten bei einer maximalen Elevation von 35° sowie einer Mündungsgeschwindigkeit von 820 m/s eine Reichweite von 41.700 m. Seitenrichtbereich und Elevation erfolgten über Leonard-Elektromotoren mit hydraulischem Antrieb, wobei jedes Paar über einen einzelnen Motor zur Höhenregelung mit individuellem Getriebe verfügte. Die Motoren wurden mit 460 Volt Gleichstrom betrieben, womit eine Drehgeschwindigkeit von 5,5 und eine Erhöhungsgeschwindigkeit von 5 Grad ermöglicht wurde. Um im Falle eines Treffers oder Unfalls nicht alle vier, sondern nur zwei Geschütze zu verlieren, wurden die Geschütze in Zwillingspaaren aufgestellt, die voneinander durch ein 45 mm starkes Panzerschott getrennt waren. Die Magazine und Granatenräume für jedes Paar befanden sich auf demselben Deck an gegenüberliegenden Seiten der Barbette. Die Munition wurde über einen Granaten- und Patronenring zu einem Hebewerk, einem für jedes Paar, geführt und in der Arbeitskammer zu den Geschützladekörben der oberen Hebewerke befördert. Die Körbe hatten drei Fächer, das untere für die Granate und die beiden anderen für je zwei Viertelladungen. Das Laden erfolgte über einen elektrischen Ansetzer und war in jeder Position möglich. Die Kadenz lag bei 1,3 bis 2 Schuss pro Minute. Für jedes Geschütz konnten 104 Granaten mitgeführt werden, so dass sich der Gesamtvorrat für acht Geschütze auf 832 Granaten belief.

#### Sekundärbewaffnung

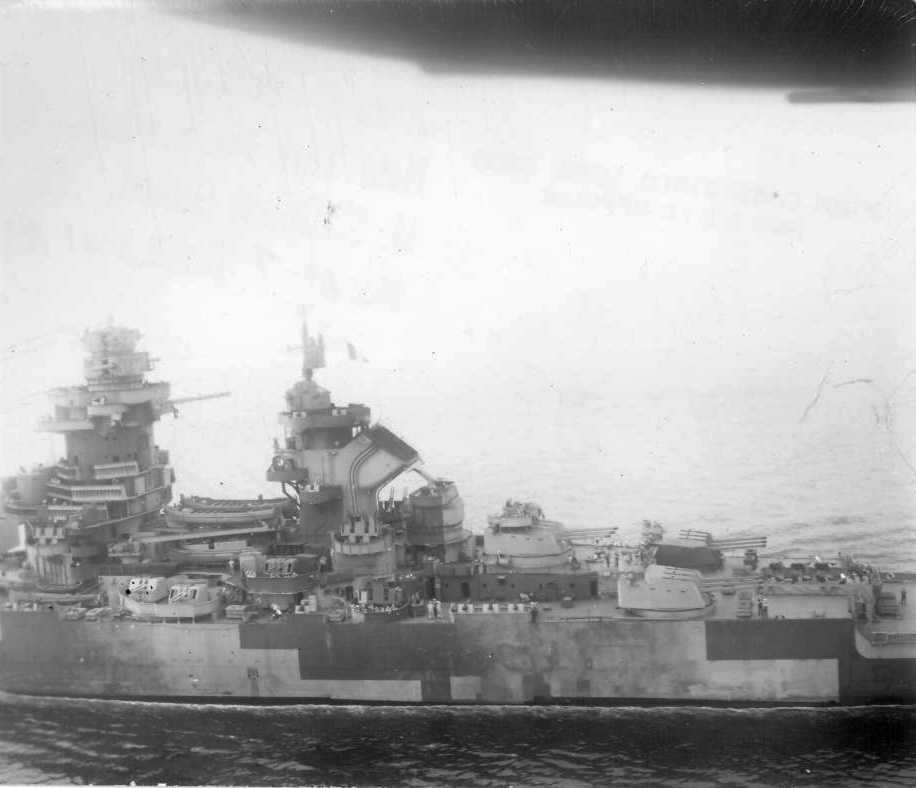
152-mm-Geschütztürme auf der Richelieu 1943

Die Sekundärbewaffnung bestand aus neun 152-mm-Geschützen in drei Drillingsgeschütztürmen in und neben den Aufbauten achtern. Die Geschütze konnten sowohl gegen feindliche Schiffe als auch zur Flugabwehr eingesetzt werden. Die 8.390 mm langen Kanonen waren auf Lafatten mit einem Drehgewicht von 228 t und einem Seitenrichtbereich von 300 gelagert. Die Kanonen selbst wogen 7,7 t und hatten bei einer Elevation von 45° und einer Mündungsgeschwindigkeit von 870 m/s eine Reichweite von 26.474m m. Erhöhung und seitliche Ausrichtung erfolgten durch 45-kW-Elektromotoren. Die Drehgeschwindigkeit lag bei 12° und die Erhöhungsgeschwindigkeit bei 8° pro Sekunde. Jeder Turm verfügte über separate Zufuhrschächte für Flugabwehrmunition als auch für Munition gegen Seeziele, so dass bei Bedarf schnell gewechselt werden konnte. Die maximale Elevation sollte bei 90° liegen, wobei das Laden über den gesamten Bereich von +90° bis −10° möglich sein sollte. Tatsächlich war das Laden bei einem Winkel von mehr als 45° schwierig bis unmöglich, so dass die maximale Elevation auf 75° reduziert und nach dem Krieg auf 85° erhöht wurde.

#### Flugabwehr
Die Flugabwehr bestand aus zwölf 100-mm-Kanonen in sechs Zwillingsgeschütztürmen mittschiffs. Die Kanonen hatten bei einer Elevation von 80 Grad und einer Mündungsgeschwindigkeit von 780 m/s eine Dienstgipfelhöhe von 10.000 m. Unter optimalen Bedingungen erreichte das Geschütz eine maximale Feuergeschwindigkeit von zehn Schuss pro Minute. Die leichte Flugabwehr für die Nahbereichsverteidigung bestand aus acht 37-mm-Maschinenkanonen, in vier Doppellafetten und 24 13,2-mm-Maschinengewehren.

### Feuerleitsystem
Die Steuerung der Schiffsbewaffnung erfolgte über fünf Feuerleitstände. Die Leitstände für die 380-mm-Kanonen waren mit 14-m- und 8-m-Entfernungsmessern ausgestattet und befanden sich auf dem Kommandoturm und den hinteren Aufbauten. Die Leitstände für die Sekundärbewaffnung waren mit 8-m- sowie 6-m-Entfernungsmessern ausgestattet und befanden sich über den Leitständen der Hauptbewaffnung und auf einem Mack in den achtern Aufbauten.

### Aufklärungsflugzeuge
Die Aufklärung in größeren Entfernungen sollte von Flugzeugen übernommen werden. Zu diesem Zweck waren auf dem Achterschiff zwei Katapulte aufgestellt, über welche die Flugzeuge des Typs Loire 130 gestartet werden sollten. In einem Hangar konnten zwei, auf den Katapulten zwei weitere Aufklärungsflugzeuge und gegebenenfalls auf dem Dach des Hangars ein weiteres mitgeführt werden. Die Flugzeuge konnten nach ihrer Rückkehr nicht auf dem Schiff landen, sie waren deshalb als Flugboote konstruiert, landeten also auf dem Meer und wurden dann mit einem Kran zurück an Bord des Schlachtschiffs geholt. Es gab einen Aufzug, der die Flugzeuge vom Schanzdeck auf Katapulthöhe bringen konnte.

### Panzerung
Der Panzergürtel hatte eine Länge von 131 m und war um 15°24' nach innen geneigt. Er erstreckte sich von den vorderen 380-mm-Magazinen bis nach achtern zu den 152-mm-Magazinen. Mittschiffs war er 330 mm dick und mit 60 mm Teakholz hinterlegt. Der Gürtel bestand aus einem einzelnen Plankengang und war 6,25 m hoch. Davon befanden sich 3,75 m über und 2,50 m unter der Wasserlinie. An seinen Enden verjüngte er sich auf 177 mm und bildete zusammen mit 355 mm starken Querschotten vorn und 233 mm achtern die gepanzerte Zitadelle. Das Hauptpanzerdeck war über den Maschinenräumen 150 mm dick und erhöhte sich über den Magazinen auf 170 mm. Das darunterliegende Panzerdeck war 40 mm dick und verstärkte sich an den schräg abfallenden Seiten, die an die Unterkante des Panzergürtels anschlossen, auf 50 mm. Die Dicke der Panzerung wurde über den Propellerwellen auf 100 mm und über der Ruderanlage auf 150 mm erhöht. Die beiden Barbetten waren auf Höhe des Hauptdecks 405 mm dick und verjüngten sich darunter auf 80 mm. Die Panzerung der Türme war an der Front 430 mm stark, an den Seiten 300 mm und der Rückwand 270 mm. Die 170 mm dicke Turmdecke war an den Seiten mit einer Böschung abgeflacht, die 195 mm stark war. Die 152-mm-Türme waren zwischen 70 und 130 mm dick und die darunter liegenden Barbetten waren mit 100 mm gepanzert. Der Kommandoturm war rundherum mit 340 mm gepanzert und hatte ein 170 mm dickes Dach.
Zum Schutz vor Torpedo- oder Seeminentreffern waren die Schiffe mit Torpedowülsten und 30 bis 50 mm starken Torpedoschotten ausgestattet.

## Schiffe der Richelieu-Klasse

### Richelieu
Die Richelieu wurde im Oktober 1935 auf Kiel gelegt und lief 1939 vom Stapel. 24 Stunden vor dem Eintreffen deutscher Truppen in Brest floh das Schiff, erst zu 95 % fertiggestellt, nach Dakar. Bei der Landung amerikanischer Truppen in Nordafrika Ende 1942 schlossen sich die dortigen Verbände Vichy-Frankreichs den Alliierten an. Die Richelieu wurde in den USA repariert und modernisiert und diente bis zum Kriegsende im Nordmeer und im Pazifik. Anschließend war sie im Indochinakrieg eingesetzt und wurde schließlich 1958 zum Schulschiff der französischen Marine, bevor sie 1968 in La Spezia abgewrackt wurde.

### Jean Bart
Die Jean Bart wurde im Dezember 1935 auf Kiel gelegt und lief im März 1940 vom Stapel. Nur zu 75 % fertiggestellt, lief sie im Juni 1940 von Saint-Nazaire nach Casablanca aus, um der Beschlagnahmung durch deutsche Truppen zu entgehen. Ende 1942 wurde sie bei Gefechten mit amerikanischen Schiffen schwer beschädigt und konnte bis 1945 nicht einsatzbereit gemacht werden. Nach ihrer endgültigen Indienststellung und Modernisierung wurde sie 1956 während der Suez-Krise eingesetzt und 1969 in La Spezia abgewrackt.

### Clémenceau
Die Clémenceau wurde am 17. Januar 1939 in Brest auf Kiel gelegt. Sie wurde im selben Dock wie die Richelieu gebaut und ihr Bau begann wenige Stunden nach dem Stapellauf ihres Schwesterschiffes.
Bei der Besetzung der Werftanlagen durch deutsche Verbände im Juni 1940 war der Rumpf noch weitgehend ohne Innenausbauten. Da ein Fertigbau für die deutsche Kriegsmarine geplant war, wurde das Schiff als Schlachtschiff R bezeichnet. Als im Dezember 1941 beschlossen wurde, dass der Weiterbau des Schiffes vorerst nicht erfolgen würde, wurde der Hulk schließlich ausgedockt und nahe dem deutschen U-Boot-Bunker verankert. Im August 1944 griffen Kampfflugzeuge der Alliierten mehrfach die Schiffe in der eingeschlossenen Stadt an ihren Ankerplätzen an, um zu verhindern, dass sie von den deutschen Verteidigern in der Hafeneinfahrt versenkt werden konnten, um diese zu blockieren.

### Gascogne
Die Gascogne sollte einige Änderungen gegenüber ihren Schwesterschiffen erhalten. So sollte etwa Turm B auf das Achterschiff verlegt werden, um ein größeres Schussfeld zu erreichen. Zum Baubeginn kam es als Folge der Kriegsgeschehnisse jedoch nicht, jedoch wurde das bereitgestellte Material von der Wehrmacht beschlagnahmt und kurzzeitig ein Fertigbau erwogen. Daher wurde das Schiff spekulativ als Schlachtschiff S bezeichnet.